# Dorceau
Dorceau foi uma comuna francesa na região administrativa da Normandia, no departamento Orne. Estendia-se por uma área de 14,38 km². Em 2010 a comuna tinha 417 habitantes (densidade: 29 hab./km²).
Em 1 de janeiro de 2016, passou a formar parte da nova comuna de Rémalard en Perche.